# Stanislav Binički
Stanislav Binički (în sârbă Станислав Бинички, pronunțat [stǎnislaʋ binǐt͡ʃkiː]; n. 27 iulie 1872, Kruševac, Principatul Serbiei – d. 15 februarie 1942, Belgrad, Teritoriul Comandantului Militar în Serbia) a fost un compozitor, dirijor și pedagog sârb. Student al compozitorului german Josef Rheinberger, a devenit primul director al Departamentului de Operă al Teatrului Național din Belgrad în 1889 și a început să lucreze cu Orchestra Militară din Belgrad un deceniu mai târziu. A compus prima operă sârbă, Na uranku în 1903. În 1911, Binički a înființat a doua Școală de muzică sârbă. S-a alăturat armatei sârbe după izbucnirea Primului Război Mondial și a compus una dintre cele mai faimoase opere ale sale, Marșul spre Drina, în urma victoriei sârbești în bătălia de pe Muntele Cer. S-a retras din funcția de șef al Departamentului Operei al Teatrului Național în 1920 și a murit la Belgrad în 1942. Este considerat unul dintre cei mai importanți compozitori sârbi ai Generației anilor 1870. 

## Viața și cariera
Stanislav Binički s-a născut la 27 iulie 1872 în satul Jasika, lângă Kruševac, Principatul Serbiei. A studiat la Belgrad și München cu compozitorul german Josef Rheinberger. Binički a fost primul director al Operei din Teatrul Național din Belgrad în 1889.  În 1899, a început să colaboreze cu Orchestra Militară din Belgrad. A îmbogățit repertoriul muzical al orchestrei cu piese precum a Simfonia 8 a lui Franz Schubert, uvertura lui Richard Wagner Rienzi, Dansurile slave ale lui Antonín Dvořák și Simfonia italiană a lui Felix Mendelssohn Bartholdy. Prima operă sârbă, Na uranku, a fost scrisă de Binički și a avut premiera în 1903. Criticii de muzică John Warrack și Ewan West au descris opera ca pe o lucrare de pionierat și au lăudat utilizarea ingenioasă a lui Binički a unor stiluri muzicale contrastante pentru a înfățișa lupta dintre sârbi și turci.

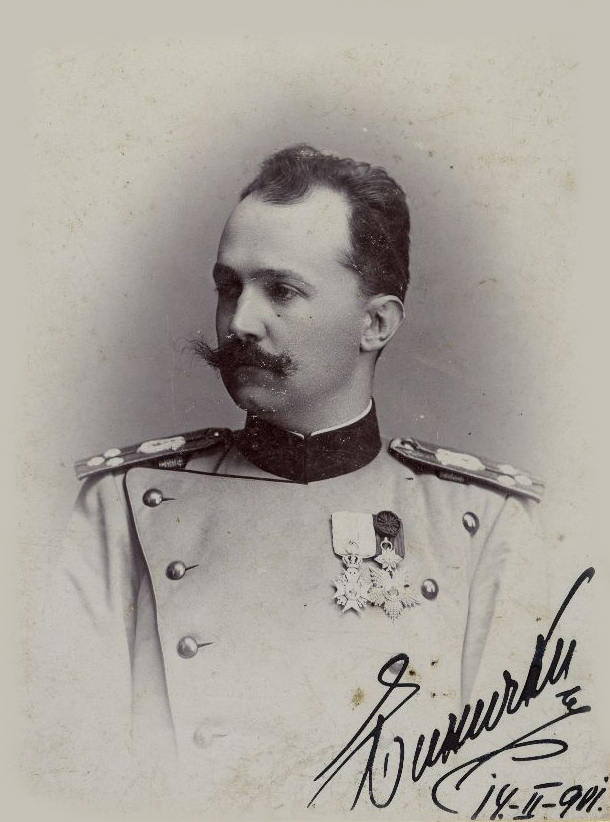
Stanislav Binički

În 1911, Binički a înființat a doua Școală de muzică sârbă din cadrul Societății de Cântare Stanković. A continuat să realizeze primele spectacole sârbe ale Simfoniei nr. 9 a lui Ludwig van Beethoven și a Creației lui Joseph Haydn. A compus o piesă intitulată Serviciul Memorial în 1912. Instrumentele și muzica scenică ale lui Binički au combinat în general elemente sârbești, ale Orientului Mijlociu și europene - în mare parte cele italiene. Lucrările sale corale sunt în mare parte reprezentative pentru muzica populară sârbă.
Încurajat de Stanislav Binički, Teatrul Național a interpretat opere precum Trubadurul, Djamileh, Der Freischütz, Werther și Mignon în sezonul 1913-14. Munca teatrului național a fost întreruptă de izbucnirea Primului Război Mondial în vara anului 1914. Binički s-a alăturat armatei sârbe după declararea războiului. El a compus ceea ce a devenit ulterior cunoscut sub numele de Marșul spre Drina la scurt timp după bătălia de pe Muntele Cer pentru a comemora victoria sârbă. El a dedicat-o comandantului său favorit în armată, colonelul Stojanović, care a fost ucis în luptă. Piesa sa a fost denumită inițial Marșul spre Victorie. Unii cercetători au emis ipoteza că Binički s-a inspirat dintr-un marș militar turc otoman.
În 1915, Serbia a fost invadată de Austro-Ungaria, Imperiul German și Regatul Bulgariei. Liniile sârbești s-au prăbușit rapid, iar armata sârbă a fost forțată să se retragă prin Albania. Orchestra Militară de la Belgrad a pierdut ulterior toate instrumentele și întreaga sa arhivă muzicală. Binički a supraviețuit retragerii și a reușit să ajungă pe insula greacă Corfu, unde a strâns instrumente noi, și-a reconstruit partiturile și a aranjat un concert în Teatrul Național Corfu. El și alți muzicieni sârbi au vizitat Franța în 1917, unde au început o activitate muzicală cu trei concerte susținute la Paris. După război, Binički s-a întors în Balcani și a luat parte la un tur de șase luni prin orașele nou-creatului Regat al Sârbilor, Croaților și Slovenilor. S-a retras din funcția de șef al Sectorului Operei al Teatrului Național în 1920  și a fost succedat de Stevan Hristić.
Stanislav Binički a murit la Belgrad la 15 februarie 1942.

## Moștenire
Binički este considerat unul dintre cei mai importanți compozitori sârbi ai Generației anilor 1870. Marșul spre Drina este una dintre cele mai cunoscute lucrări ale sale. Piesa a cunoscut o popularitate răspândită în timpul și după primul război mondial și a devenit una dintre cele mai cunoscute melodii naționaliste sârbe.

## Lucrări majore

### Melodii solo
- Grivna - versuri de A. Šantić.[18]
- Kad ja vidjeh oči tvoje - J. Ilic.
- Da su meni oči tvoje - J. Ilić.
- o polju je kiša pala - J. Jovanović -Zmaj.[19]
- Spava moma
- Jorgovan grana procvala - A. Šantić.[20]
- Na Liparu - Đ. Jakšić.
- Mila sliko njena - A. Šantić.[21]
- Dan za danom u ton nepovrat.
- Siđi mi draga, siđi - J. Jovanović - Zmaj.
- Imam jednu želju.

### Alte compoziții
- Pune oko sveta - B. Nušić
- Tašana - B. Stanković[22]
- Zlato moje, srce moje
- Cvetala mi ruža
- Imam jednu želju[23]
- Kraljevo kolo
- Srpskoj slobodi - muški zbor
- Đido - po D. Jenku
- U kolu (Iz zbirke "Seljančice")
- Na Uranku - operă, într-un singur act
- Jorgovan grana procvala
- Mijatovke
- Ekvinocijo - Uvertira - I. Vojnović
- Ježeva molitva
- Pesme iz Južne Srbije
- Svečani marš (Marš kraljeve garde)
- Potera - pesme
- Ljiljan i Omorika - bajka
- Taras Buljba
- Enon Arden - muzică de Richard Strauss - ar. teksta za recitaciju Stanislav Binički
- Pozdrav kraljevoj verenici - Partitura za mešoviti zbor, 1922 [24]
- Gardiski marš
- Irmos
- Duhovne pesme
- Marš na Drinu
- Paradni Marte

## Vezi și
- Listă de compozitori